# Viande des Grisons
 (mai 2022).
Si vous disposez d'ouvrages ou d'articles de référence ou si vous connaissez des sites web de qualité traitant du thème abordé ici, merci de compléter l'article en donnant les références utiles à sa vérifiabilité et en les liant à la section « Notes et références ».
La viande des Grisons (Bündnerfleisch en allemand) est une salaison de viande de bœuf élaborée en Suisse, spécialité du canton des Grisons, protégée par une indication géographique protégée suisse depuis 2000. La première viande des Grisons a été créée en 1765 dans le canton des Grisons. Elle est faite à partir d'une cuisse de bovin de provenance non définie, de sels (sels de sodium et nitrité), d'herbes des Alpes suisses et d'épices (poivre, ail, laurier, genièvre, clou de girofle). Une fois salée à cœur, la pièce de viande est séchée.
La viande des Grisons est souvent servie en tranches fines avec du pain. Coupée en lamelles ou en petits cubes, elle peut également être ajoutée dans de la soupe.
La majorité de la fabrication est consommée en Suisse. Le reste est exporté dans le reste de l'Europe, mais aussi au Canada, aux États-Unis et au Japon.

## Histoire
La viande des Grisons a des origines anciennes dans le canton des Grisons, où elle était fabriquée comme provision pour l'hiver. Le séchage de la viande permettait en effet une conservation à haute valeur nutritive. La viande des Grisons était aussi un mets consommé lors de repas de fêtes.

## Élaboration

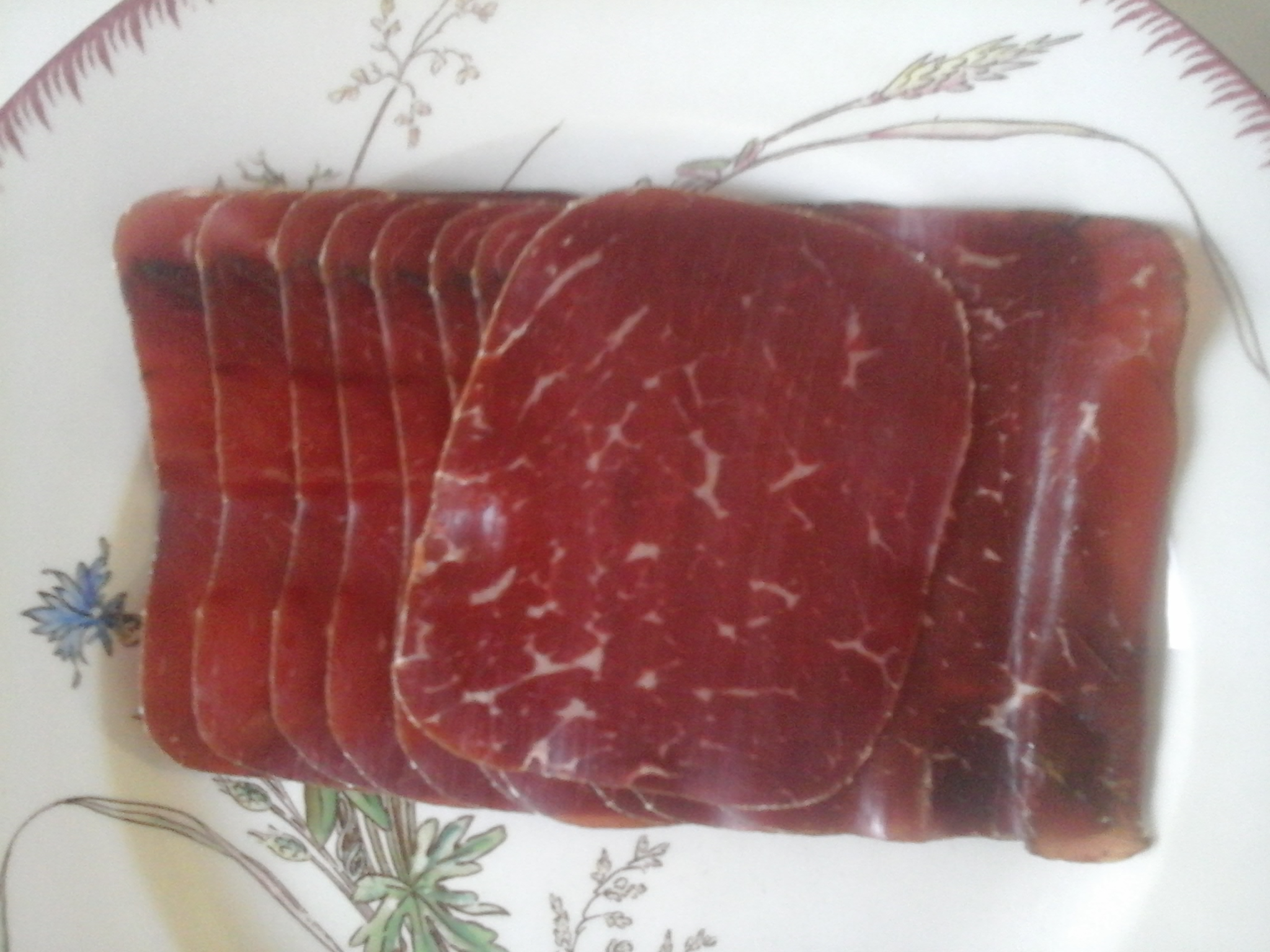
Tranches de viande des Grisons.

La viande de bœuf peut provenir de n'importe quelle origine géographique, l'IGP ne contenant que des contraintes sur sa transformation.
La fabrication de la viande des Grisons comprend trois douzaines de phases de travail au cours desquelles la viande de bœuf perd environ la moitié de son poids initial.
Des morceaux de cuisse de bœuf auxquels sont ajoutés des sels (sels de sodium et nitrité), des herbes des Alpes suisses et un mélange d'épices sont tout d'abord superposés par couches dans un récipient où ils sont conservés pendant 3 à 5 semaines à une température avoisinant 0 °C. Chaque semaine, l'ordre des couches de viande est changé alternativement afin de répartir le sel et l'assaisonnement en épices. Pendant cette première phase, une première perte d'eau s'opère et la viande prend son aspect parallélépipédique.
Dans une deuxième phase, la viande, enveloppée dans des filets, est séchée à l'air libre à des températures comprises entre 9 et 14 °C. Les morceaux de viande sont régulièrement pressés des deux côtés afin de répartir leur humidité.